# 中根元圭
中根 元圭（なかね げんけい、寛文2年（1662年） - 享保18年9月2日（1733年10月9日））は、江戸時代中期の和算家・天文家である。漢学や音楽理論にも長けていた。名は璋。通称を丈右衛門、字は元圭または元珪とする。また律襲、律聚と号する。
近江国浅井郡の人。京都の白山町に住んでいたため白山先生と呼ばれ、銀座の役人を勤めていた。元々は田中由真の門人であり、早くから『新撰古暦便覧』『三正俗解』『授時暦図解発揮』などの著作がある。
享保6年（1721年）建部賢弘の推薦で江戸に招かれ、天文書などの有用な書に限り洋書の輸入を認めるよう徳川吉宗に進言した。これが享保5年（1720年）に禁書の令が緩められたきっかけとされているが、年号に矛盾があり、進言は享保2年（1717年）とする説もある。享保11年（1726年）に『暦算全書』の訓訳を命じられ、同18年（1733年）72歳の時に完成したが、この歳に没している。
音楽理論にもすぐれ、別々に発展していた雅楽・俗楽それぞれの音階の関係を考察し、1692年に1オクターヴを12乗根に開いた十二平均律を『律原発揮』として著している。
大正4年（1915年）、正五位を追贈された。